# 2013年罗萨里奥煤气爆炸
32°56′13″S 60°39′04″W / 32.9369°S 60.6510°W
2013年8月6日，阿根廷第三大城市罗萨里奥的居民区因大规模煤气洩漏而引发一起煤气爆炸事故。事故造成附近的一幢建筑物倒塌，其它多幢沦为危楼，有22人丧生，60人受伤。多个组织协助对事发地区提供安全保护、寻找幸存者并对失去家园的人们提供援助。有关部门在爆炸发生后不久估计，重建工作大概需要花费6个月的时间。
圣菲省司法部门对爆炸成因展开调查。主要嫌疑对象包括为罗萨里奥提供天然气的里特罗燃气公司和该公司当天负责对应建筑物燃气线路检修的工作人员。多位公众人士表达慰问，2013年初选的大部分候选人都暂停政治活动，阿根廷总统克里斯蒂娜·费尔南德斯·德基什内尔前往现场视察。

## 爆炸
2013年8月6日上午9点30分，阿根廷第三大城市罗萨里奥市中心奥罗诺（Oroño）街和萨尔塔（Salta）街路口附近发生了一起爆炸。初步报告确认有8人死亡，60人受伤，15人失踪，之后又确认有另外8人丧生。次日进行的搜救找到了12具遇难者遗体，其中10人的身份已经确认。失踪的多人中有一部分已经死亡，救援人员在瓦砾中发现了他们的遗体，另外还有数人获救。对幸存者的搜救工作在8月13日结束，一共确认有21人遇难。此外，还有一位65岁的女性在事故中受伤，后于10月8日去世。
爆炸的起因是一幢建成30年的建筑物发生煤气泄露。爆炸对附近一幢9层高的公寓楼构成严重破坏，导致楼房随后倒塌。考虑到可能会有更多建筑物倒塌的风险，罗萨里奥市长莫妮卡·费恩（Mónica Fein）请求市民不要前往事发现场，这样也可以为危机管理人员的工作提供方便。现场的多条街道上到处都是受损建筑物的碎玻璃。天然气和电力供应立即就予切断，该国政府还派出一支阿根廷联邦警察特遣部队赶赴现场。
罗萨里奥市天然气供应商里特罗燃气公司（Litoral Gas）立即开始封闭事发区域的送气管。罗萨里奥医疗专科门诊中心（Centro de Especialidades Médicas Ambulatorias de Rosario）负责发布有关伤员和死难者的信息，还为无家可归的市民准备了帐篷。消防员和其他工作人员在较高的建筑物楼层发现受困的伤者，然后通过附近楼房的屋顶将其转移。发生爆炸的建筑物虽未被彻底摧毁，但从结构上已经沦为危楼。

## 调查
接受采访的附近居民表示，他们在爆炸发生数小时前就闻到泄露的煤气味道，并且打电话联系了里特罗燃气公司。该公司总裁何塞·玛丽亚·冈萨雷斯（José María González）则表示公司没有接到过这样的电话，估计市民打的不是公司的电话，而是911急救号码。检察官坎波里尼（Camporini）在案件庭审时报告称，这幢大楼在爆炸发生前已经出现过多次煤气泄露。
圣菲省司法部门对爆炸成因展开调查。检方查封了里特罗燃气公司的办公室，以便确认该公司是否收到过顾客有关煤气泄露的投诉。法官胡安·卡洛斯·柯托（Juan Carlos Curto）下令逮捕该公司负责事发地区燃气服务部门的雇员卡洛斯·奥斯瓦尔多·加西亚（Carlos Osvaldo García）。加西亚于事发当晚被捕，他的助手保罗·米农（Pablo Miño）于次日向警察自首。据目击者称，里特罗燃气公司有一位雇员在意识到煤气泄露的严重程度后乘面包车逃离现场，其他人则仍然在试图疏散风险区域的人群。加西亚是这辆车的车主，他在庭审过程中出现了急性应激反应。柯托检查了加西亚等人工作场所的残留，以验证加西亚证词的真实性。
据检察官格拉谢拉·阿圭列斯（Graciela Argüelles）所称，调查结果显示加西亚有向里特罗燃气公司求助，但该公司没有理睬，加西亚也没有经受过妥善管理这类情况的训练。法官还指出，从里特罗燃气公司查封的一些文件或许可以证实有客户报告过煤气泄露的情况。柯托还认为，这些事故并不完全是雇员的责任，所以也应该调查里特罗燃气公司的责任。
保罗·米农获得释放，但法官拒绝释放加西亚，称加西亚并不像米农那样存在可以减罪的情况。米农的工作是向加西亚提供所需的工具，并未直接参與维护工作。他当时在街上看管没有妥善停放并锁好的车，到爆炸发生前都没有看到加西亚的工作情况。柯托认为，米农在事情发生的前期并没有直接责任。
随着调查的进展，案情已经超出了原有法官的管辖范围。柯托为此在庭审中主动选择回避，由释放加西亚出狱的法官哈维尔·贝尔塔莫尼（Javier Beltramone）接替。里特罗燃气公司要求贝尔塔莫尼回避此案，理由是他曾向媒体表达过自己对案件的立场。上诉法院以2比1的投票结果同意更换法官的请求，案件至此又移交给了第三位法官帕特里夏·比洛塔（Patricia Bilotta）。加西亚曾声称，他遵循了爆炸发生数天前收到的工作指示，为此比洛塔召集了里特罗燃气公司的技术人员来澄清这一点。里特罗燃气公司则表示加西亚并没有在爆炸案前收到任何指示。
里特罗燃气公司向遇害者亲属提议庭外和解，每一平方米的倒塌建筑赔偿1200美元，还会对生命损失作出赔偿。副省长乔治·海恩（Jorge Henn）认为这样的和解是不道德的，因此表示拒绝，大部分受害者亲属起初也拒绝和解。但到了2014年5月，已经有近半数家庭接受了协议。

## 反应

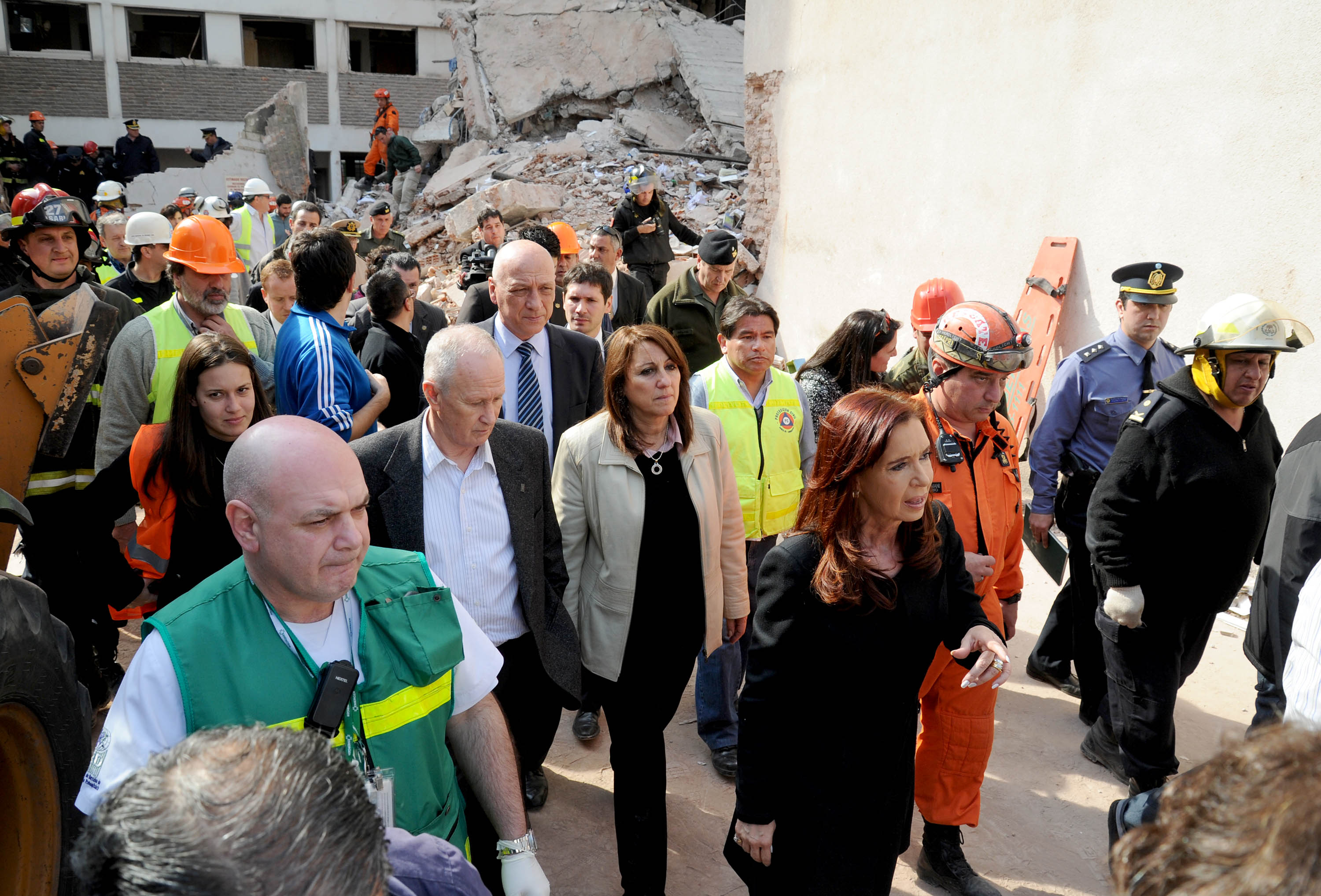
阿根廷总统克里斯蒂娜·费尔南德斯·德基什内尔来到爆炸案发现场

爆炸发生的时间在2013年阿根廷议会选举的初选前不久。圣菲省省长安东尼奥·邦法蒂（Antonio Bonfatti）要求各个政党停止竞选活动，以便悼念爆炸中的遇难者。胜利阵线、进步，公民和社会阵线的候选人都暂停了竞选，阿根廷联邦政府宣布进入为期两天的哀悼。布宜诺斯艾利斯及全国其他大部分省的候选人都在这段哀悼期里停止了政治竞选。
前不久刚刚结束对联合国外事访问的阿根廷总统克里斯蒂娜·费尔南德斯·德基什内尔于8月7日视察了爆炸现场。她在当地居民面前饱受斥责，有些人是对她突然到访导致现场的工作暂停感到愤怒，还有些人认为她的出现只是一种政治上的作秀。总统停留的时间不长，视察了罗萨里奥医疗专科门诊中心，还和邦法蒂举行了会晤。政治青年组织坎波拉（La Cámpora）的成员将德基什内尔一行围在中间保护起来，以防出现针对她的示威活动，并且拉开现场记者和居民的距离。
爆炸发生前的几个星期里，多个社交网站发出倡议，计划在8月8日举行一次针对德基什内尔的全国性敲锅打铁抗议活动，这场活动人称8。网站之前已经组织过多起成功的类似活动（包括和）。虽然8月8日已是全国哀悼日，但8抗议活动仍按期举行，口号中还增加了一句“不再有毫无意义的死亡”。候选人里卡多·吉尔·拉维德拉（Ricardo Gil Lavedra）认为，抗议活动应该像政治竞选一样予以取消，但另一位候选人鲁道夫·特拉尼奥（Rodolfo Terragno）则对活动表示支持。参加活动的人数与之前在布宜诺斯艾利斯及全国其他地方举行的抗议活动相比有所不及。罗萨里奥举行的活动不属于抗议示威，而是一场安静的烛光集会，有近百人参加。该市还于8月22日举行了第二次示威活动，从阿根廷国旗纪念馆出发行进至里特罗燃气公司总部。
教宗方济各向罗萨里奥大主教何塞·路易斯·莫拉罕（José Luis Mollaghan）发信表示哀悼，信的内容在25日广场为圣卡耶坦举行的一次弥撒上宣读。罗萨里奥的纽韦尔老男孩竞技俱乐部和罗萨里奥中央两支足球队在加维诺索萨球场（Estadio Gabino Sosa）为遇难者组织了一场慈善比赛，生于罗萨里奥的利昂内尔·梅西也通过慈善活动向家乡提供支持。这场慈善赛获得了12万阿根廷比索。音乐人及团体费托·派斯（Fito Páez）、文森提科（Vicentico）、巴巴索尼科斯（Babasónicos）、拉斯佩罗塔斯（Las Pelotas）、查奎尼奥·帕拉瓦西诺（Chaqueño Palavecino）、西罗·佩图西（Ciro Pertusi）、利桑德罗·阿里斯提莫尼奥（Lisandro Aristimuño）、帕布罗·达卡尔（Pablo Dacal）和科奇·德·伯纳迪斯（Coki de Bernardis）在阿根廷多个城市举行演出，为遇难者亲戚筹集善款。

## 重建
邦法蒂宣布，圣菲省会向遇难者家属提供经济援助。由于爆炸现场附近的大部分房屋都受到了破坏，受到影响的家庭将获得两万阿根廷比索的租房补助，用于度过重建期间的难关，还可以获得5万阿根廷比索的低息贷款用来购买家具和电器，可分60个月偿还，利息为5%。罗萨里奥的房地产公司准备了一份出租给受害者的房屋名单，并且不会收取常规费用。部分受到影响的建筑物购买的保险中可能并没有为爆炸的风险承保。还有一些困在地下停车场的车辆无法取回。
对幸存者的搜救工作结束后，当局封闭了萨尔塔街。工程师开始检查原爆点的建筑物，试图恢复街道的原有布局，拆除不稳定的建筑物。公共工程部长奥玛尔·萨博（Omar Saab）称，有两幢残留建筑物已无法修复，必须拆除。出于对受害人的尊重，拆除工作不会使用炸药进行。住房部长古斯塔沃·利昂（Gustavo Leone）估计重建工作需要耗费近6个月时间。从8月9日开始，人们得以进入他们被毁的家中，但每次只能允许少量人进入。附近的街道于8月13日开始重新开放。
阿根廷劳工总联合会与罗萨里奥政府和罗萨里奥的多个相关工厂签署协议，确保这起爆炸案的所有受害者都能够保住自己的工作。